# Espoo
Espoo [ˈɛspɔː], schwedisch Esbo [ˈɛsbɔ], ist mit 305.274 Einwohnern (Stand 31. Dezember 2022) die zweitgrößte Stadt Finnlands. Im Sog des Wachstums der benachbarten Hauptstadt Helsinki vervielfachte die ursprüngliche Landgemeinde ihre Einwohnerzahl in der zweiten Hälfte des 20. Jahrhunderts und wurde 1972 zur Stadt erhoben. Espoo ist politisch eine eigenständige Stadt, ist aber funktionell Teil einer als „Hauptstadtregion“ bezeichneten Agglomeration.

## Geografie

### Lage und Ausdehnung des Stadtgebiets
Espoo liegt in der südfinnischen Landschaft Uusimaa an der Küste des Finnischen Meerbusens westlich der Hauptstadt Helsinki. Weitere Nachbarstädte und -gemeinden sind Kirkkonummi im Westen, Vihti im Nordwesten, Nurmijärvi im Norden, Vantaa im Nordosten und das gänzlich vom Stadtgebiet Espoos umschlossene Kauniainen.
Die Fläche Espoos beträgt 528,16 km². Unter Ausschluss der Meeresgebiete sind es 330,18 km², wovon 17,96 km² Binnengewässer sind. Die 58 km lange Küstenlinie ist stark gegliedert. Der Stadt vorgelagert ist ein Schärengebiet mit 165 Inseln. Insgesamt befinden sich im Stadtgebiet von Espoo 95 Seen; der größte ist der Bodominjärvi. Die höchste Erhebung von Espoo befindet sich im Stadtteil Velskola und liegt 114,2 m über dem Meeresspiegel.

### Siedlungsstruktur

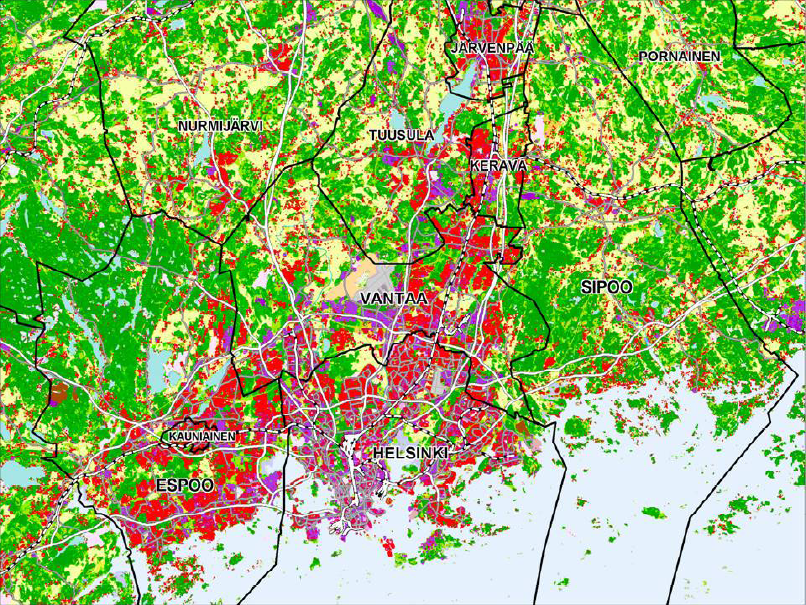
Landnutzung in der Hauptstadtregion, Espoo im Westen

Die Städte Helsinki, Espoo, Vantaa und Kauniainen bilden zusammen eine als „Hauptstadtregion“ bezeichnete Agglomeration. De facto handelt es sich um eine einzige Großstadt mit über einer Million Einwohnern, politisch sind die vier Städte aber eigenständig.
Da das starke Wachstum Espoos nur die Fortsetzung des Wachstums von Helsinki außerhalb der offiziellen Grenzen Helsinkis war, hat Espoo keine eigene, historisch gewachsene Innenstadt und kein eigentliches eigenes Zentrum. Stattdessen gibt es fünf Subzentren (aluekeskus), auf die sich die künftige Stadtentwicklung konzentrieren soll. Es sind Tapiola, Matinkylä-Olari und Espoonlahti an der Strecke der „Westmetro“ sowie Leppävaara und Espoon keskus an der Strecke des Schienennahverkehrs.
Die Bevölkerungsdichte ist mit 978 Einwohnern pro Quadratkilometer deutlich niedriger als in Helsinki (3108 Ew./km²) und auch etwas niedriger als in den anderen Teilen der Hauptstadtregion. Der Großteil der Bevölkerung von Espoo konzentriert sich auf den südlichen Teil des Stadtgebiets, der verkehrstechnisch gut an Helsinki angeschlossen ist. Der nördliche Teil von Espoo ist nur spärlich besiedelt und wird teilweise vom Nationalpark Nuuksio eingenommen.

### Stadtgliederung

Die Stadtbezirke und Stadtteile Espoos

Espoo besteht aus sieben Stadtbezirken (suuralue), die sich wiederum in insgesamt 55 Stadtteile (kaupunginosa) unterteilen:
| Nord-Espoo:       | Bodom, Kalajärvi, Lahnus, Lakisto, Luukki, Niipperi, Perusmäki, Röylä, Vanhakartano, Velskola                                                                            |
| Suur-Espoonlahti: | Espoonlahti, Kaitaa, Latokaski, Nöykkiö, Saunalahti, Soukka, Suvisaaristo                                                                                                |
| Suur-Kauklahti:   | Espoonkartano, Kauklahti, Kurttila, Vanttila |
| Suur-Leppävaara:  | Karakallio, Kilo, Laaksolahti, Leppävaara, Lintuvaara, Lippajärvi, Sepänkylä, Viherlaakso                                                                                |
| Suur-Matinkylä:   | Henttaa, Matinkylä, Olari |
| Suur-Tapiola:     | Haukilahti, Laajalahti, Mankkaa, Niittykumpu, Otaniemi, Pohjois-Tapiola, Tapiola, Westend                                                                                |
| Vanha-Espoo:      | Espoon keskus, Gumböle, Högnäs, Järvenperä, Karhusuo, Karvasmäki, Kaupunginkallio, Kolmperä, Kunnarla, Kuurinniitty, Muurala, Nupuri, Nuuksio, Siikajärvi, Vanha-Nuuksio |

## Geschichte

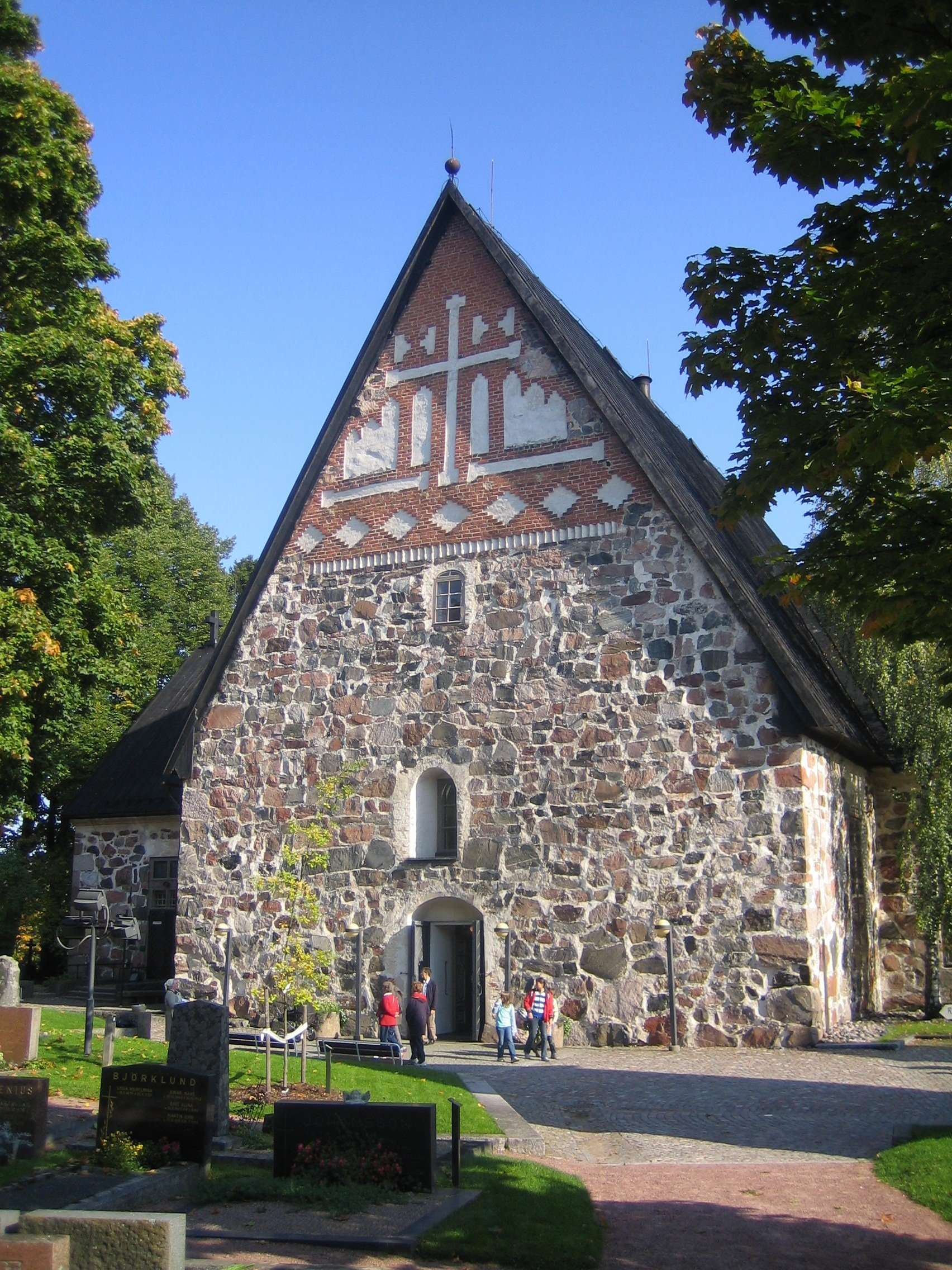
Der Dom von Espoo stammt aus dem späten 15. Jahrhundert.

Im Stadtgebiet von Espoo lassen sich erste Spuren menschlicher Besiedlung für die Zeit um 7000 v. Chr. nachweisen. Permanent besiedelt ist das Gebiet aber erst seit dem 12. und 13. Jahrhundert. Espoo lag an der Königsstraße von Turku nach Wyborg. Die erste Urkundliche Erwähnung Espoos stammt aus dem Jahr 1431. Die schwedische Namensform Esbå dürfte „Espenfluss“ bedeuten (äspe ist ein altes schwedisches Wort für „Espe“, å bedeutet „Fluss“). 1458 löste sich Espoo vom Kirchspiel Kirkkonummi. Das älteste erhaltene Gebäude Espoos ist die um 1490 aus Feldstein erbaute Kirche. 1556 gründete der schwedische König Gustav I. Wasa den Gutshof Espoo als Königsgut, an das immer noch die Krone im Wappen der Stadt erinnert.
Bis weit ins 20. Jahrhundert blieb Espoo eine ländlich geprägte Gemeinde. Noch 1920 hatte sie nur 9000 Einwohner, von denen 70 Prozent schwedischsprachig waren und 75 Prozent in der Landwirtschaft arbeiteten. Die eigentliche Stadtentwicklung setzte erst mit der Ausdehnung Helsinkis in den 1950er Jahren ein. Begleitet von einer massiven Bautätigkeit wuchs die Einwohnerzahl schnell an. Der Dienstleistungssektor wurde zum wichtigsten Beschäftigungsbereich. Das Verwaltungszentrum (Espoon keskus) entstand um die alte Kirche und den Bahnhof. 1963 wurde Espoo zum Marktflecken, 1972 zur Stadt erhoben.
1991 wurde in Espoo die Konvention über die Umweltauswirkungen im grenzüberschreitenden Kontext – die Espoo-Konvention der UNECE unterzeichnet.

## Bevölkerung

### Bevölkerungsstruktur

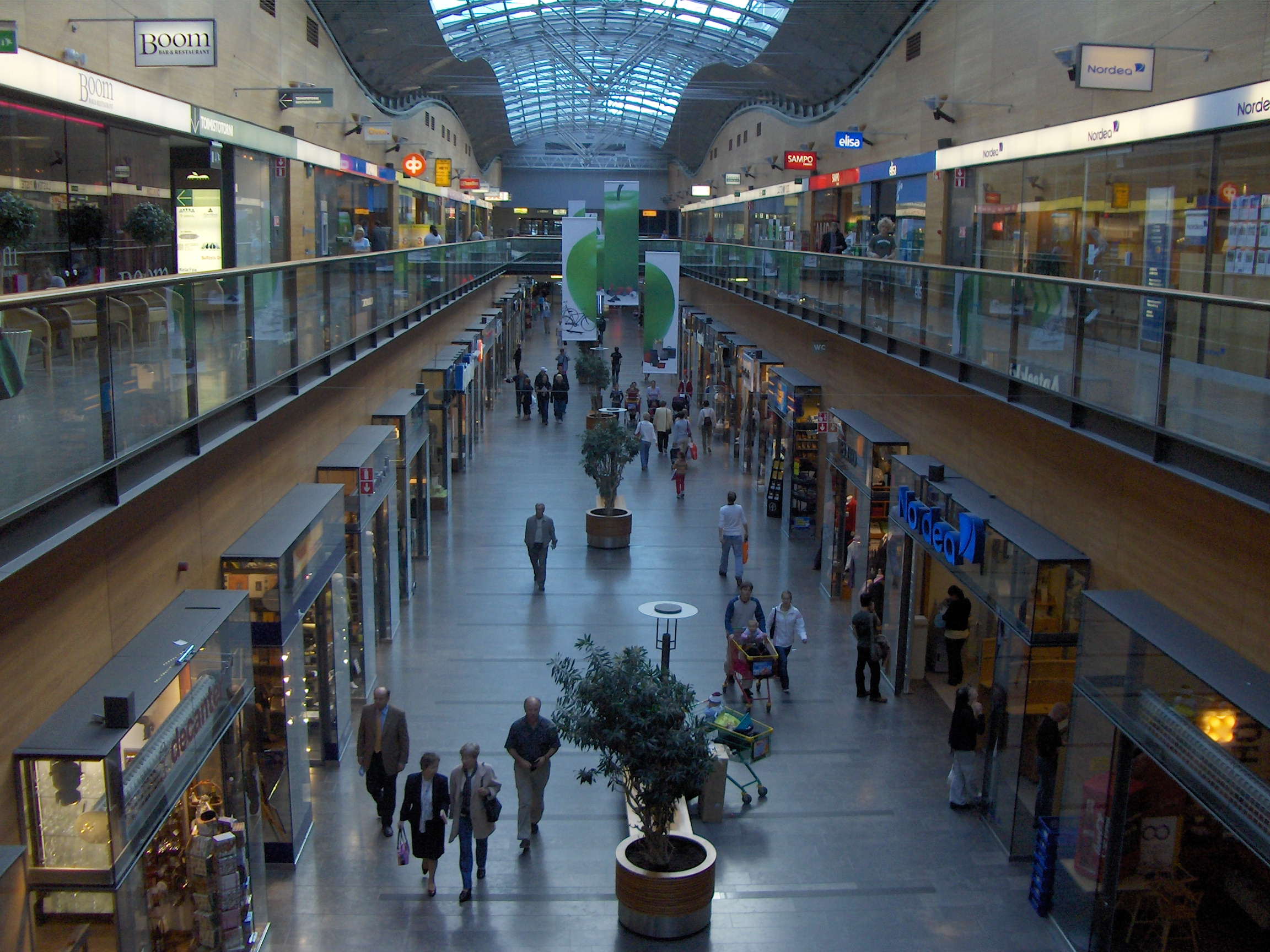
Kunden im Einkaufszentrum Iso Omena

Die Einwohnerzahl Espoos beträgt 305.274 (Stand 31. Dezember 2022). Damit ist Espoo nach Helsinki die zweitgrößte Stadt Finnlands. Ein knappes Viertel der Einwohner der Hauptstadtregion lebt in Espoo.
Die Bevölkerung Espoos ist jünger als im Landesmittel: 20 Prozent der Einwohner sind jünger als 15 Jahre, 69 Prozent zwischen 15 und 64 Jahre alt und 11 Prozent 65 Jahre alt oder älter. Zugleich ist das Bildungs- und Einkommensniveau überdurchschnittlich: 44 Prozent der über 14-jährigen Einwohner haben einen höheren Bildungsabschluss, während es im Landesmittel nur 28 Prozent sind. Das durchschnittliche steuerpflichtige Einkommen pro Arbeitnehmer ist mit rund 35.000 Euro um 42 Prozent höher als im Durchschnitt Finnlands. 7 Prozent der Einwohner Espoos haben eine ausländische Staatsbürgerschaft. Der Ausländeranteil ist damit deutlich höher als im finnischen Durchschnitt von 3 Prozent (Stand jeweils 31. Dezember 2010).

### Sprachen

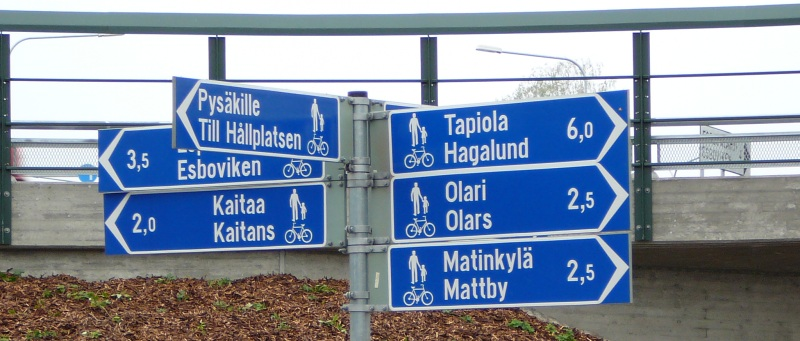
Zweisprachige Wegweiser in Espoo

Espoo ist offiziell eine zweisprachige Stadt mit Finnisch als Mehrheits- und Schwedisch als Minderheitssprache. Von den Einwohnern Espoos sprechen 82 Prozent Finnisch und 8 Prozent Schwedisch als Muttersprache (vgl. Finnlandschweden). Die restlichen 10 Prozent entfallen auf andere Sprachen (Stand 31. Dezember 2011). Historisch war das im finnlandschwedischen Siedlungsgebiet an der Küste von Uusimaa gelegene Espoo mehrheitlich schwedischsprachig: 1910 sprachen 72 Prozent der Einwohner Espoos Schwedisch als Muttersprache, 1950 waren es immerhin noch 43 Prozent. Durch den Zuzug aus anderen Landesteilen ist der Anteil der schwedischsprachigen Bevölkerung in Espoo aber deutlich zurückgegangen, auch wenn er immer noch etwas höher ist als im Durchschnitt der Hauptstadtregion.

### Religion

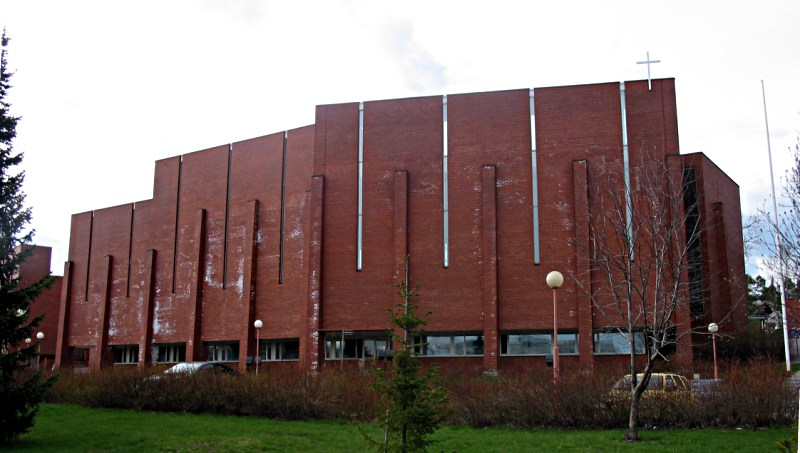
Die Kirche von Olari, einer von sechs evangelisch-lutherischen Kirchengemeinden in Espoo

52,2 Prozent der Einwohner Espoos gehören der evangelisch-lutherischen Kirche an (Stand 2022). Die Stadt ist Sitz des Bistums Espoo, zu dem die finnischsprachigen Gemeinden im westlichen Uusimaa gehören. In der Stadt bestehen sechs evangelisch-lutherische Kirchengemeinden. Die Domgemeinde sowie die Gemeinden Espoonlahti, Leppävaara, Olari und Tapiola sind finnischsprachig und gehören zum Bistum Espoo; die schwedischsprachige Gemeinde, die die schwedischsprachigen Gläubigen im gesamten Stadtgebiet betreut, gehört zum Bistum Borgå.
Die orthodoxen Gläubigen Espoos gehören der orthodoxen Kirchengemeinde Helsinki an. In Espoo befindet sich aber eine Filialkirche im Stadtteil Tapiola. Außerdem existieren in der Stadt mehrere freikirchliche und islamische Gemeinschaften.

### Einwohnerentwicklung
Noch 1950 hatte Espoo nur 22.000 Einwohner. Innerhalb von fünfzig Jahren stieg diese Zahl auf über 210.000 an. Zum Jahreswechsel 2008/2009 betrug die Einwohnerzahl Espoos 241.565.
Entwicklung der Einwohnerzahl (31. Dezember):
| - 1983 – 149.057 - 1985 – 156.851 - 1987 – 164.569 | - 1990 – 172.629 - 1997 – 200.834 - 2000 – 213.271 | - 2002 – 221.597 - 2003 – 224.231 - 2004 – 227.472 |

## Politik

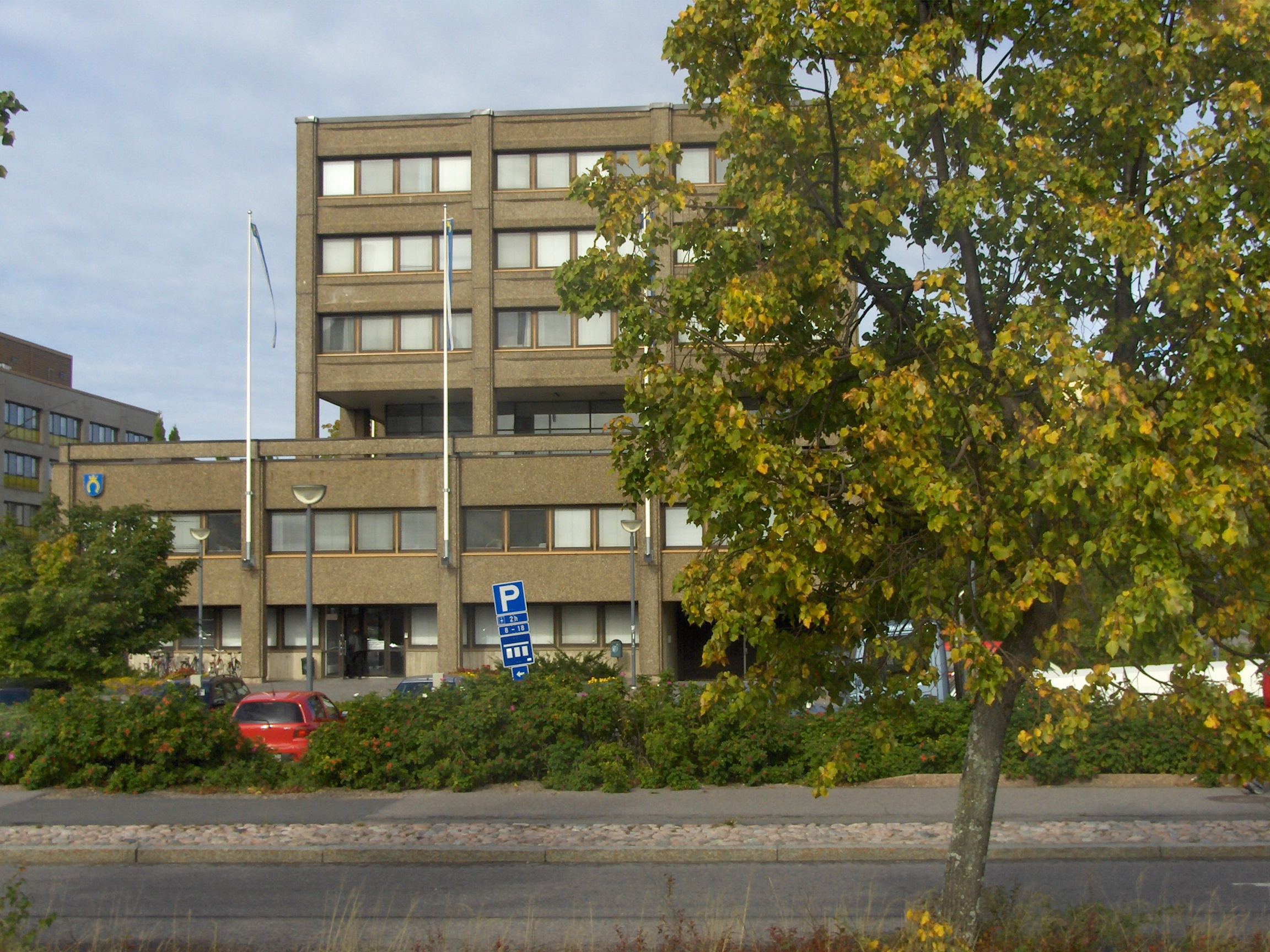
Das Stadthaus im Stadtteil Espoon keskus ist Sitz der Stadtverwaltung von Espoo

Wie in allen finnischen Städten ist auch in Espoo der Stadtrat (finnisch kaupunginvaltuusto) die höchste Entscheidungsinstanz bei lokalen Angelegenheiten. Dazu zählen Stadtplanung, Schulen, Gesundheitswesen und öffentlicher Verkehr. Der aus 75 Mitgliedern bestehende Rat wird auf vier Jahre gewählt.
Die stärkste Fraktion im Stadtrat stellt mit großem Vorsprung die konservative Sammlungspartei. Seit den Kommunalwahlen 2008 ist der Grüne Bund zweitstärkste Partei und hat die Sozialdemokraten auf Platz drei verdrängt. Seit den Kommunalwahlen 2008 sind auch die Basisfinnen, eine rechtspopulistische Partei, mit etwa zehn Prozent der Stimmen im Stadtrat von Espoo präsent, während die Zentrumspartei, eine der drei großen Parteien des Landes, wie in den meisten Großstädten keine größere Bedeutung hat. Ebenfalls vertreten sind die Schwedische Volkspartei, das Linksbündnis, die Christdemokraten und die wirtschaftsliberale Partei Bewegung jetzt.
| Partei                    | Kürzel | Stimmenanteil | G/V   | Sitze | G/V |
| ------------------------- | ------ | ------------- | ----- | ----- | --- |
| Nationale Sammlungspartei | KOK    | 35,8 %        | + 2,1 | 28    | + 2 |
| Grüner Bund               | VIHR   | 18,0 %        | − 4,4 | 14    | − 3 |
| Sozialdemokraten          | SDP    | 13,5 %        | + 0,9 | 10    | + 0 |
| Basisfinnen               | PS     | 10,5 %        | + 0,7 | 8     | + 1 |
| Schwedische Volkspartei   | RKP    | 7,9 %         | − 0,2 | 6     | + 0 |
| Christdemokraten          | KD     | 3,7 %         | + 0,1 | 3     | + 1 |
| Linksbündnis              | VAS    | 3,6 %         | − 0,3 | 2     | − 1 |
| Zentrumspartei            | KESK   | 3,0 %         | − 0,9 | 2     | − 1 |
| Bewegung jetzt            | LIIK   | 2,6 %         | + 2,6 | 2     | + 2 |

G/V: Gewinn oder Verlust im Vergleich zur Wahl 2017
- VAS: 2
- SDP: 10
- VIHR: 14
- RKP: 6
- KESK: 2
- KOK: 28
- KD: 3
- PS: 8
- LIIK: 2

Der Stadtdirektor (finnisch kaupunginjohtaja) von Espoo ist dem Stadtrat unterstellt und wird von diesem ernannt. Seine Aufgabe ist es, die Verwaltung und den Haushalt der Stadt zu verwalten. Seit 2011 hat Jukka Mäkelä diesen Posten inne.

## Wirtschaft und Infrastruktur

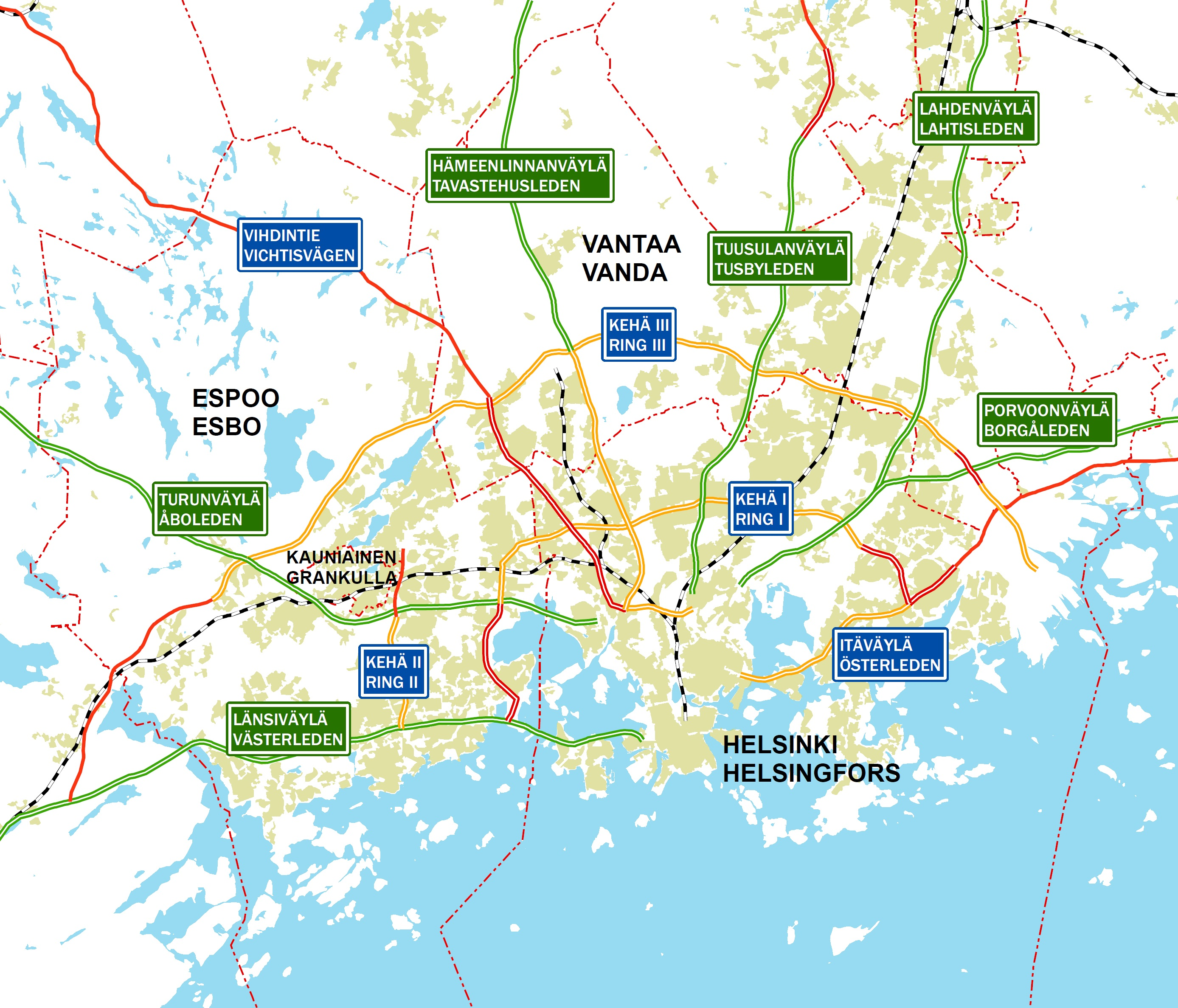
Hauptverkehrswege in der Hauptstadtregion

### Verkehr
Der am dichtesten besiedelte südliche Teil von Espoo ist über die in Ost-West-Richtung verlaufende Autobahn Länsiväylä mit der Innenstadt von Helsinki verbunden. Die Metro Helsinki verläuft ungefähr parallel zur Autobahn bis ins südliche Espoo.
Einige Kilometer nördlich davon verläuft die Eisenbahnstrecke von Helsinki nach Turku, ebenfalls in Ost-West-Richtung. Sie wird u. a. mit Zügen des Schienennahverkehrs in der Region Helsinki bedient. Fernzüge halten am Bahnhof Espoo im Stadtteil Espoon keskus. Parallel verläuft die Autobahn Turunväylä.
Die wichtigsten Querverbindungen innerhalb Espoos sind die drei Ringstraßen, die in der Nähe der Südküste beginnen und (abgesehen vom unvollendeten Ring II) in nördlicher und nordöstlicher Richtung nach Helsinki und Vantaa weiterführen. 2023 eröffnet wurde die Schnellstraßenbahnlinie 15 (Raide-Jokeri).

### Ansässige Unternehmen
Zahlreiche internationale Unternehmen haben ihren Sitz in Espoo, darunter der Telekommunikationskonzern Nokia und der mit ihm verbundene Mobiltelefonhersteller HMD Global, der Aufzughersteller Kone, die Computerspiele-Entwickler Remedy Entertainment und Rovio Entertainment Ltd., der Papier- und Kartonhersteller Metsä Board, die Energieunternehmen Fortum und Gasum und seit 2022 der Hersteller von Werkzeugen und Booten Fiskars.

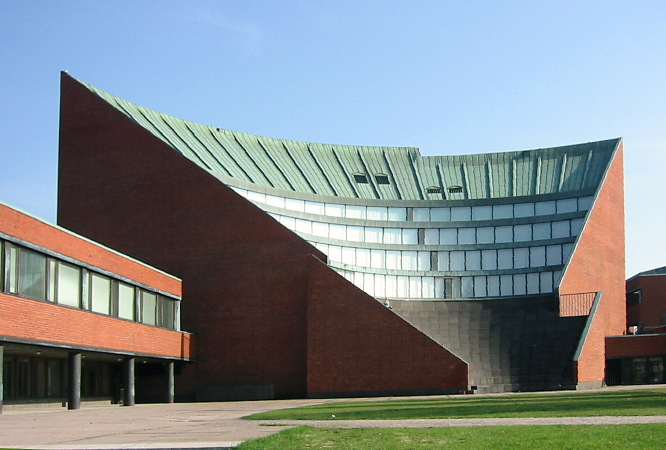
Das von Alvar Aalto geplante Hauptgebäude der Technischen Universität (heute Teil der Aalto-Universität)

### Bildung
Espoo beherbergt den Hauptcampus der Aalto-Universität. Diese entstand 2010 durch die Fusion dreier vormals unabhängiger Hochschulen: der Technischen Universität Helsinki, der Handelshochschule Helsinki und der Hochschule für Kunst und Design Helsinki. Die Technische Universität wurde 1849 in Helsinki gegründet und in den 1950er und 1960er Jahren wegen Platzmangels in den Espooer Ortsteil Otaniemi verlegt. Dort erhielt sie einen neuen, großzügig angelegten Campus, an dessen Planung auch Alvar Aalto mitwirkte. Nach der Fusion von 2010 wurden auch die Handelshochschule und die Hochschule für Kunst und Design teilweise von Helsinki auf den Campus in Otaniemi verlegt.
Ein bekannter Absolvent der Technischen Universität Helsinki ist z. B. Linus Torvalds, der Initiator des Linux-Kernels. Für die Präsentation von Linux 1.0 (der ersten vollständigen und ausgereiften Version des Linux-Kernels) im März 1994 stellte die Technische Universität ihren Haupthörsaal zur Verfügung.
Neben der Aalto-Universität beherbergt Espoo auch einige Fachhochschulen.

## Kultur und Sehenswürdigkeiten
- Der Dom von Espoo stammt aus dem späten 15. Jahrhundert. Er ist mit Kalkmalereien aus dem frühen 16. Jahrhundert geschmückt, erhielt sein heutiges Aussehen jedoch erst um 1820.

- Die Trabantenstadt Tapiola aus den 1960er Jahren ist von besonderem architektonischen Interesse.

- Das Finnische Uhrenmuseum beschäftigt sich mit Zeitmessung sowie der Geschichte von Uhren und Uhrmacherei. Es hat die Aufgabe,  Kenntnisse über Uhren und Uhrmacherei in Finnland zu fördern.

## Sport
Die Männer-Eishockeymannschaft der Espoo Blues spielte bis 2016 in der höchsten Spielklasse Finnlands, der Liiga. Das Frauenteams der Blues spielt seit 1990 in der höchsten Fraueneishockeyliga, der Naisten SM-sarja, und gewann deren Meisterschaft bis 2017 insgesamt 13 Mal.
Die Männermannschaft des FC Honka Espoo spielte zwischen 2006 und 2014 in der höchsten Fußball-Liga Finnlands, der Veikkausliiga. Die Frauenmannschaft spielt in der Naisten Liiga, der höchsten Liga im finnischen Frauenfußball, und wurde dort in den Jahren 2006, 2007, 2008 und 2017 Meister.
2003 war die Stadt Gastgeber der Para Leichtathletik-Europameisterschaften des Internationalen Paralympischen Komitees (IPC).

## Städtepartnerschaften
Espoos Partnerstädte sind:
| - Shanghai, Volksrepublik China, seit 1998 - Køge, Dänemark, seit 1970 - Nõmme, Estland, seit 1993 - Esztergom, Ungarn, seit 1974 - Sauðárkrókur, Island, seit 1984 | - Kongsberg, Norwegen, seit 1970 - Gatchina, Russland, seit 1968 - Sotschi, Russland, seit 1989 - Kristianstad, Schweden, seit 1969 - Irving, Texas, USA, seit 1998 |

## Söhne und Töchter der Stadt
- Gösta Sundqvist (1957–2003), Bandleader von Leevi and the Leavings
- Katriina Elovirta (1961–2018), Fußballschiedsrichterin, Fußballspielerin und Sportfunktionärin
- Ville Virtanen (* 1961), Schauspieler
- Mårten Mickos (* 1962), Entrepreneur
- Sami Yaffa (* 1963), Musiker
- Jarkko Sipilä (1964–2022), Schriftsteller
- JJ Lehto (* 1966), Autorennfahrer
- Linus Torvalds (* 1969), Informatiker und Initiator von Linux
- Kari Ketonen (* 1971), Schauspieler
- Jere Lehtinen (* 1973), Eishockeyspieler
- Juha Raumolin (* 1973), Squashspieler
- Susan Aho (* 1974), Sängerin und Mitglied der Band Värttinä
- Samer „Ox“ el Nahhal (* 1975), Bassist der Hard-Rock-Band Lordi
- Pekka Kuusisto (* 1976), Violinist
- Teemu Riihijärvi (* 1977), Eishockeyspieler
- Jukka Eskola (* 1978), Jazzmusiker
- Kirsi Heikkinen (* 1978), Fußballschiedsrichterin
- Sami Saarinen (* 1978), Eishockeyspieler
- Charly Wegelius (* 1978), britischer Radrennfahrer
- Heidi Parviainen (* 1979), Metal-Sängerin
- Alexi Laiho (1979–2020), Mitbegründer der Metalband Children of Bodom
- Janne Wirman (* 1979), Keyboarder der Metalbands Children of Bodom und Warmen
- Kai Mykkänen (* 1979), Politiker und Innenminister
- Kimi Räikkönen (* 1979), Autorennfahrer und 2007 Formel-1-Weltmeister
- Niklas Hagman (* 1979), Eishockeyspieler
- Aki Hakala (* 1979), Schlagzeuger der Band The Rasmus
- Jukka Erätuli (* 1980), Snowboarder
- Henkka „T. Blacksmith“ Seppälä (* 1980), Bassist der Metalband Children of Bodom
- Petri Lindroos (* 1980), Mitglied der Metalbands Norther und Ensiferum
- Jarkko Hartikainen (* 1981), Komponist
- Emma Kari (* 1983), Politikerin
- Krista Kosonen (* 1983), Schauspielerin
- Tuuli Petäjä (* 1983), Windsurferin
- Nanna Grundfeldt (* 1984), Model
- Arttu Wiskari (* 1984), Singer-Songwriter
- Eero Ettala (* 1984), Snowboarder
- Sami Lepistö (* 1984), Eishockeyspieler
- Teemu Keisteri (* 1985), bildender Künstler, Videokünstler, Fotograf, Tänzer und Discjockey
- Mikko Lehtonen (* 1987), Eishockeyspieler
- Marcus Sandell (* 1987), Skirennläufer
- Laura Lepistö (* 1988), Eiskunstläuferin
- Noora Räty (* 1989), Eishockeytorhüterin
- Ella Suitiala (* 1989), Snowboarderin
- Tapio Heikkilä (* 1990), Fußballspieler
- Carl Lindbom (* 1991), Basketballspieler
- Rasmus Schüller (* 1991), Fußballspieler
- Tim Väyrynen (* 1993), Fußballspieler
- Aaro Vainio (* 1993), Autorennfahrer
- Iina Salmi (* 1994), Fußballspielerin
- Mimosa Willamo (* 1994), Schauspielerin
- Janne Puhakka (1995–2024), Eishockeyspieler
- Emilia Soini (* 1995), Squashspielerin
- Milla Punsar (* 1996), Fußballspielerin
- Ella Junnila (* 1998), Hochspringerin
- Lucas Lingman (* 1998), Fußballspieler
- Anni Siirtola (* 1998), Hürdensprinterin
- Oskar Autio (* 1999), Eishockeytorwart
- Miro Heiskanen (* 1999), Eishockeyspieler
- Eetu Vertainen (* 1999), Fußballspieler
- Saku Ylätupa (* 1999), Fußballspieler
- Isac Elliot (* 2000), Sänger, Songwriter, Schauspieler
- Anni Kärävä (* 2000), Freestyle-Skierin
- Katriina Talaslahti (* 2000), Fußballspielerin
- Dana Leskinen (* 2001), Fußballspielerin
- Viljami Sinisalo (* 2001), Fußballspieler
- Maximo Tolonen (* 2001), Fußballspieler
- Topi Keskinen (* 2003), Fußballspieler
- Anna Pursiainen (* 2003), Sprinterin
- Rony Jansson (* 2004), Fußballspieler
- Elli Seiro (* 2005), Fußballspielerin